# Salvador Reyes de la Peña
Salvador Luis Reyes de la Peña (Los Ángeles, 28 de septiembre de 1968), conocido como Chava Reyes Jr, es un exfutbolista y entrenador mexicano que jugaba como centrocampista. Actualmente es asistente técnico de Luis Fernando Tena en la selección de fútbol de Guatemala.

## Biografía

### Jugador
Comenzó su carrera en 1988 con los Leones Negros de la Universidad de Guadalajara, donde se mantuvo hasta 1991. Ese año fue transferido al Puebla, donde jugó hasta 1995. Jugó para el Guadalajara de 1995 a 1996 y se retiró vistiendo los colores de Celaya en 1997.

### Entrenador

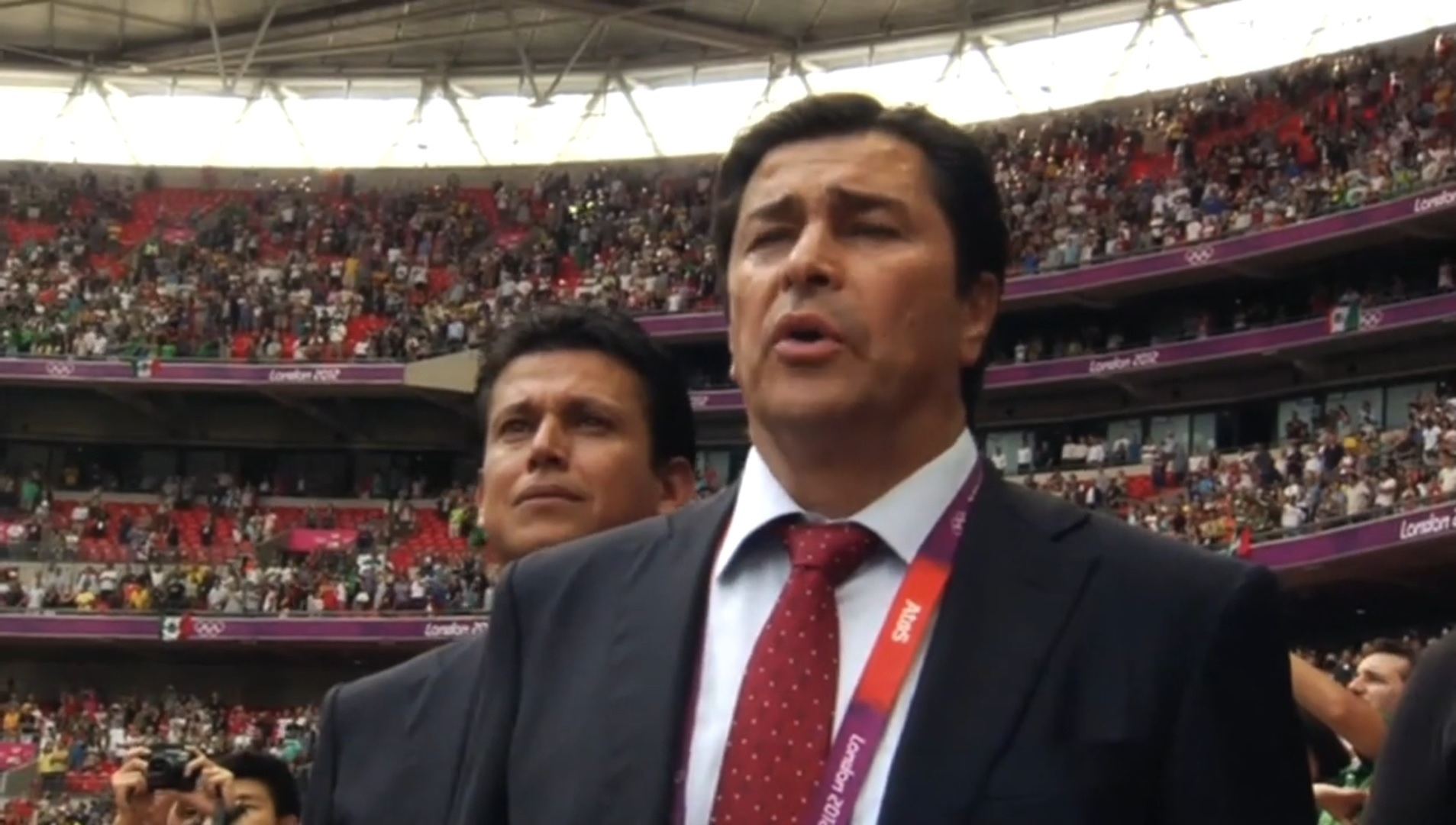
Salvador Reyes junto a Luis Fernando Tena en la ceremonia de entrega de medallas del torneo masculino de fútbol en los Juegos de la XXX Olimpiada.

Comenzó su carrera en 2005 dirigiendo a los Tigrillos de la UANL en la Primera División 'A'.
En 2006 consigue el ascenso a la Primera División de México con el Querétaro, tras consagrarse campeón del Clausura y derrotar en la final de Ascenso a Puebla con 5-1 en el marcador global. Debutó en la máxima categoría el 5 de agosto de 2006 en la derrota de 3-0 contra Tiburones Rojos de Veracruz, y obtuvo su primer triunfo el 26 de agosto con 2-1 en el marcador ante Santos Laguna.
El 23 de noviembre de 2007 fue nombrado director técnico del Necaxa, con el cual se mantuvo durante 33 partidos hasta el Apertura 2008, con marca de 6 triunfos, 18 empates y 9 derrotas.
El 15 de junio de 2009, tras la salida de Luis Scatolaro, la directiva de León lo nombró nuevo director técnico con el objetivo de volver a la Primera División, pero decidieron rescindir su contrato, luego de sumar 4 triunfos en 13 partidos.
El 4 de mayo de 2017 es nombrado entrenador del Atlético San Luis, al cual dirigió durante el Apertura 2017 en la división de ascenso.
El 8 de agosto de 2018 fue anunciado como director técnico del campeón Santos Laguna, cargo que asumió en relevo del uruguayo Robert Siboldi. Sin embargo, fue cesado del cargo el 4 de abril de 2019 por los malos resultados obtenidos, que llegaron al punto de inflexión con la derrota 3-0 ante los Tigres de la UANL en la Copa de Campeones.

## Clubes

### Como jugador
| Equipo        | País   | Período   |
| ------------- | ------ | --------- |
| Leones Negros | México | 1988-1991 |
| Puebla        | México | 1991-1995 |
| Guadalajara   | México | 1995-1996 |
| Celaya        | México | 1996-1997 |

### Como entrenador
| Equipo                 | Div.                | Temporada           | Liga  | Liga | Liga | Liga | Liga |       | Copa | Copa | Copa | Copa  |   | Internacional | Internacional | Internacional | Internacional | Internacional |   | Otros | Otros | Otros | Otros |    | Totales     | Totales | Totales | Totales | Totales | Totales | Totales | Totales |
| Equipo                 | Div.                | Temporada           | Part. | G    | E    | P    | Pos. | Part. | G    | E    | P    | Part. | G | E             | P             | Pos.          | Part.         | G             | E | P     | Part. | G     | E     | P  | Rendimiento | GF      | GC      | Dif.    |         |         |         |         |
| ---------------------- | ------------------- | ------------------- | ----- | ---- | ---- | ---- | ---- | ----- | ---- | ---- | ---- | ----- | - | ------------- | ------------- | ------------- | ------------- | ------------- | - | ----- | ----- | ----- | ----- | -- | ----------- | ------- | ------- | ------- | ------- | ------- | ------- | ------- |
| Tigrillos · México     | 2.ª                 | 2005-C              | 19    | 9    | 2    | 8    | 8.º  | -     | -    | -    | -    | -     | - | -             | -             | -             | -             | -             | - | -     | 19    | 9     | 2     | 8  | 50.88%      | 36      | 40      | -4      |         |         |         |         |
| Tigrillos · México     | 2.ª                 | 2005-A              | 19    | 8    | 3    | 8    | 8.º  | -     | -    | -    | -    | -     | - | -             | -             | -             | -             | -             | - | -     | 19    | 8     | 3     | 8  | 47.37%      | 31      | 29      | +2      |         |         |         |         |
| Tigrillos · México     | Total               | Total               | 38    | 17   | 5    | 16   | -    | -     | -    | -    | -    | -     | - | -             | -             | -             | -             | -             | - | -     | 38    | 17    | 5     | 16 | 49.13%      | 67      | 69      | -2      |         |         |         |         |
| Querétaro · México     | 2.ª                 | 2006-C              | 13    | 5    | 6    | 2    | 1.º  | -     | -    | -    | -    | -     | - | -             | -             | -             | 2             | 2             | 0 | 0     | 15    | 7     | 6     | 2  | 60%         | 24      | 15      | +9      |         |         |         |         |
| Querétaro · México     | 1.ª                 | 2006-A              | 17    | 5    | 6    | 6    | 14.º | -     | -    | -    | -    | -     | - | -             | -             | -             | -             | -             | - | -     | 17    | 5     | 6     | 6  | 41.17%      | 20      | 25      | -5      |         |         |         |         |
| Querétaro · México     | 1.ª                 | 2007-C              | 17    | 4    | 7    | 6    | 14.º | -     | -    | -    | -    | -     | - | -             | -             | -             | -             | -             | - | -     | 17    | 4     | 7     | 6  | 37.26%      | 15      | 20      | -5      |         |         |         |         |
| Querétaro · México     | Total               | Total               | 47    | 14   | 19   | 14   | -    | -     | -    | -    | -    | -     | - | -             | -             | -             | 2             | 2             | 0 | 0     | 49    | 16    | 19    | 14 | 45.58%      | 59      | 60      | -1      |         |         |         |         |
| Necaxa · México        | 1.ª                 | 2008-C              | 21    | 5    | 12   | 4    | 1/4  | -     | -    | -    | -    | -     | - | -             | -             | -             | -             | -             | - | -     | 21    | 5     | 12    | 4  | 42.86%      | 21      | 16      | +5      |         |         |         |         |
| Necaxa · México        | 1.ª                 | 2008-A              | 12    | 1    | 6    | 5    | Inc. | -     | -    | -    | -    | -     | - | -             | -             | -             | -             | -             | - | -     | 12    | 1     | 6     | 5  | 25%         | 12      | 21      | -9      |         |         |         |         |
| Necaxa · México        | Total               | Total               | 33    | 6    | 18   | 9    | -    | -     | -    | -    | -    | -     | - | -             | -             | -             | -             | -             | - | -     | 33    | 6     | 18    | 9  | 36.36%      | 33      | 37      | -4      |         |         |         |         |
| León · México          | 2.ª                 | 2009-A              | 13    | 4    | 3    | 6    | Inc. | -     | -    | -    | -    | -     | - | -             | -             | -             | -             | -             | - | -     | 13    | 4     | 3     | 6  | 38.46%      | 22      | 21      | +1      |         |         |         |         |
| León · México          | Total               | Total               | 13    | 4    | 3    | 6    | -    | -     | -    | -    | -    | -     | - | -             | -             | -             | -             | -             | - | -     | 13    | 4     | 3     | 6  | 38.46%      | 22      | 21      | +1      |         |         |         |         |
| San Luis · México      | 2.ª                 | 2017-A              | 15    | 5    | 6    | 4    | 14.º | -     | -    | -    | -    | -     | - | -             | -             | -             | -             | -             | - | -     | 15    | 5     | 6     | 4  | 46.66%      | 15      | 15      | 0       |         |         |         |         |
| San Luis · México      | Total               | Total               | 15    | 5    | 6    | 4    | -    | -     | -    | -    | -    | -     | - | -             | -             | -             | -             | -             | - | -     | 15    | 5     | 6     | 4  | 46.66%      | 15      | 15      | 0       |         |         |         |         |
| Santos Laguna · México | 1.ª                 | 2018-A              | 16    | 6    | 6    | 4    | 1/4  | 2     | 0    | 1    | 1    | -     | - | -             | -             | -             | -             | -             | - | -     | 18    | 6     | 7     | 5  | 46.29%      | 23      | 18      | +5      |         |         |         |         |
| Santos Laguna · México | 1.ª                 | 2019-C              | 12    | 4    | 3    | 5    | Inc. | -     | -    | -    | -    | 5     | 4 | 0             | 1             | Inc.          | -             | -             | - | -     | 17    | 8     | 3     | 6  | 52.94%      | 30      | 23      | +7      |         |         |         |         |
| Santos Laguna · México | Total               | Total               | 28    | 10   | 9    | 9    | -    | 2     | 0    | 1    | 1    | 5     | 4 | 0             | 1             | -             | -             | -             | - | -     | 35    | 14    | 10    | 11 | 49.52%      | 53      | 41      | +12     |         |         |         |         |
| Total en su carrera    | Total en su carrera | Total en su carrera | 174   | 56   | 60   | 58   | -    | 2     | 0    | 1    | 1    | 5     | 4 | 0             | 1             | -             | 2             | 2             | 0 | 0     | 183   | 62    | 61    | 60 | 44.99%      | 249     | 243     | +6      |         |         |         |         |
| 1. 2. 3.               |                     |                     |       |      |      |      |      |       |      |      |      |       |   |               |               |               |               |               |   |       |       |       |       |    |             |         |         |         |         |         |         |         |

## Palmarés

### Como jugador

#### Títulos nacionales
| Título      | Club          | País   | Año  |
| ----------- | ------------- | ------ | ---- |
| Copa México | Leones Negros | México | 1991 |

#### Títulos internacionales
| Título            | Club   | Sede          | Año  |
| ----------------- | ------ | ------------- | ---- |
| Copa de Campeones | Puebla | Puerto España | 1991 |

### Como segundo entrenador

#### Títulos internacionales
| Título            | Club *        | Sede    | Año  |
| ----------------- | ------------- | ------- | ---- |
| Juegos Olímpicos  | México sub-23 | Londres | 2012 |
| Copa de Campeones | Cruz Azul     | Toluca  | 2014 |

Nota * : incluyendo la selección.

### Como entrenador principal

#### Títulos nacionales
| Título               | Club      | País   | Año  |
| -------------------- | --------- | ------ | ---- |
| Primera División 'A' | Querétaro | México | 2006 |
| Campeón de Ascenso   | Querétaro | México | 2006 |

| Predecesor: Carlos Reinoso | Entrenadores campeones de ascenso en México 2006 | Sucesor: José Luis Sánchez |

## Vida privada
Es hijo de Salvador Reyes Monteón, legendario futbolista y jugador icónico de las Chivas de Guadalajara. 